# Grant James (Schauspieler)
James M. Grant (* 19. Juni 1935 in Medina, Medina County, Ohio; † 23. November 2022 in Spokane, Washington) war ein US-amerikanischer Schauspieler und Synchronsprecher.

## Leben
James wurde am 19. Juni 1935 in Medina geboren. Er schloss 1962 die DePaul University im Fach Schauspiel mit einem Bachelor of Fine Arts ab. Er war ab dem 4. Juli 1986 mit der Schauspielerin und Synchronsprecherin Juli Erickson verheiratet.
Er begann seine Fernsehschauspielkarriere in einigen Episoden in der Fernsehserie The Mysteries 1985 bis 1986. Dort übernahm er jeweils verschiedene Episodenrollen. Anschließend folgten weitere Rollen in Spielfilmen oder Tätigkeiten als Episodendarsteller in verschiedenen Fernsehserien. Ab 1990 war er außerdem als Synchronsprecher, vor allem in der englischsprachigen Fassung von verschiedenen Animes, tätig. 2012 hatte er eine Nebenrolle im Film Arachnoquake inne. Zuletzt wirkte er im 2020 erschienenen Film Soul Frackers als Schauspieler mit.
James verstarb am 23. November 2022 im Alter von 87 Jahren.

## Filmografie

### Schauspieler
- 1985–1986: The Mysteries (Fernsehserie, 3 Episoden, verschiedene Rollen)
- 1989: UHF – Sender mit beschränkter Hoffnung (UHF)
- 1990–1992: The Young Riders (Fernsehserie, 2 Episoden, verschiedene Rollen)
- 1991: Steele’s Law
- 1993: Tombstone
- 1994: Dust to Dust
- 1995: Bio-Force
- 1995: Final Exit
- 1996: Tornado! (Fernsehfilm)
- 1996: Dead Man’s Walk – Weg der Verdammten (Dead Man’s Walk) (Mini-Fernsehserie, 2 Episoden)
- 1998: Die Newton Boys (The Newton Boys)
- 1998: The Protector
- 1999: Playing Dead
- 2000: Catalina Trust
- 2000–2001: Walker, Texas Ranger (Fernsehserie, 2 Episoden, verschiedene Rollen)
- 2001: Summer Job (Kurzfilm)
- 2002: Breaking In (Kurzfilm)
- 2003: Graduation Day
- 2003: Screen Door Jesus
- 2003: Shtickmen
- 2003: Bells of Innocence
- 2003: House of the Generals
- 2003: Days That Shook the World (Fernsehdokumentation, Episode 1x11)
- 2004: Birthdays
- 2004: Seventy-8
- 2004: Bazaar Bizarre
- 2004: Birdie & Bogey
- 2004: Christmas Child
- 2004: Love Machine (Kurzfilm)
- 2005: The Method (Kurzfilm)
- 2005: A Four Course Meal
- 2005: The Wendell Baker Story
- 2005: Deadroom
- 2006: Read On
- 2006: Rain
- 2006: The Night of the white Pants
- 2006: Fat Girls
- 2006: Kaltes Blut – Auf den Spuren von Truman Capote (Infamous)
- 2006: Factory Girl
- 2006: Midnight Clear
- 2006: A Texas Tale of Treason
- 2007: Walking Tall: The Payback
- 2007: Saint Zen (Kurzfilm)
- 2007: Horror Creek
- 2007: Jack's Hit
- 2007: The Last Tomorrow
- 2007: Underbelly
- 2008: Ciao
- 2008: Karma Police
- 2008: Between Heaven and Hell
- 2008: The Name of God
- 2008: Pulse 2: Afterlife
- 2008: Der seltsame Fall des Benjamin Button (The Curious Case of Benjamin Button)
- 2009: Bicycle Bobby
- 2009: Still Born (Kurzfilm)
- 2009: Pink (Fernsehserie, Episode 3x14)
- 2009: Ecstasy of Gold
- 2009: Gegen jeden Zweifel (Beyond a Reasonable Doubt)
- 2009: Simulacrum (Kurzfilm)
- 2009: Last Supper (Kurzfilm)
- 2010: Life Through the Lens (Kurzfilm)
- 2010: Brotherhood – Die Bruderschaft des Todes (Brotherhood – Are you in or out)
- 2010: What If … Ein himmlischer Plan (What If …)
- 2010: Monsterwolf (Fernsehfilm)
- 2010: The Good Guys (Fernsehserie, Episode 1x16)
- 2010: Until Tomorrow, Then (Kurzfilm)
- 2010: The Devil’s Gravestone
- 2010: Boggy Creek
- 2011: God's Pub (Kurzfilm)
- 2011: Bernie – Leichen pflastern seinen Weg (Bernie)
- 2011: Memphis Beat (Fernsehserie, Episode 2x09)
- 2011: Inside Out
- 2011: Small Timers
- 2012: Arachnoquake (Fernsehfilm)
- 2012: I Am... Gabriel
- 2012: Adventures of Bailey: Christmas Hero
- 2012: The Significant Other
- 2013: Das Haus der Dämonen 2 (The Haunting In Connecticut 2: Ghosts of Georgia)
- 2013: Solstice (Kurzfilm)
- 2013: Stryngs (Kurzfilm)
- 2013: Gangster Chronicles (Pawn Shop Chronicles)
- 2013: Ravenswood (Fernsehserie, 2 Episoden)
- 2013: The Present Continuous (Kurzfilm)
- 2014: Light from the Darkroom
- 2014: Juniper (Kurzfilm)
- 2014: Let There Be Zombies
- 2014: The Night Shift (Fernsehserie, Episode 1x02)
- 2014: Dumm und Dümmehr (Dumb and Dumber To)
- 2015: Remoriam (Kurzfilm)
- 2015: Silent Red
- 2015: Riva (Kurzfilm)
- 2016: Forgive/Forget (Kurzfilm)
- 2016: One Mississippi (Fernsehserie, Episode 1x04)
- 2016: St. Jude's Crossing (Kurzfilm)
- 2016: Quaker Oaths
- 2017: The Shadow People
- 2017: Walk of Fame
- 2017: Scandal Made Me Famous (Fernsehserie, Episode 1x06)
- 2017: Better Call Saul (Fernsehserie, 2 Episoden)
- 2017: Cronus
- 2018: The Tale – Die Erinnerung (The Tale)
- 2019: Soul Frackers
- 2019: Howlers
- 2020: Soul Frackers

### Synchronsprecher
- 1990: Dragon Ball Z (Zeichentrickserie, 6 Episoden)
- 1991: Fushigi no umi no Nadia: Gekijô-yô orijinaru-ban (Zeichentrickfilm)
- 1993: Dragon Ball Z – The Movie: Super-Saiyajin Son-Gohan (Zeichentrickfilm)
- 1994: Dragon Ball Z – The Movie: Brolys Rückkehr (Zeichentrickfilm)
- 1994: Yū Yū Hakusho (Zeichentrickserie, Episode 1x81)
- 1996: City Hunter: Secret Service (Zeichentrickfilm)
- 1996: Crusader: No Regret (Videospiel)
- 1996–1998: Detektiv Conan (Zeichentrickserie, 12 Episoden)
- 1998: Lost Universe (Zeichentrickserie)
- 1999: Detektiv Conan – Der Magier des letzten Jahrhunderts (Zeichentrickfilm)
- 1999: Chikyû bôei kigyô Dai-Guard (Zeichentrickserie)
- 1999: Watership Warrior – Überleben ist alles (Hostile Environment)
- 2000: Sakura Wars (Zeichentrickserie)
- 2000–2004: One Piece (Zeichentrickserie, 28 Episoden)
- 2001: Final Fantasy Unlimited (Zeichentrickserie)
- 2001: Grappler Baki (Zeichentrickserie, 5 Episoden)
- 2001: Princess Blade
- 2002: Ô dorobô Jing (Zeichentrickserie)
- 2002: Barney: Fun on Wheels
- 2002: Kiddy Grade (Zeichentrickserie)
- 2003: Gettobakkâzu dakkanya (Zeichentrickserie, Episode 1x34)
- 2003: Gunslinger Girl (Zeichentrickserie, Episode 1x01)
- 2003: Roadkill (Videospiel)
- 2003: American Generator
- 2003: Kidô shinsengumi: Moe yo ken (Zeichentrickserie)
- 2003: Hagane no renkinjutsushi: Tobenai tenshi (Videospiel)
- 2004: Fullmetal Alchemist (Zeichentrickserie, 5 Episoden)
- 2004: Burst Angel (Bakuretsu Tenshi) (Zeichentrickserie, 2 Episoden)
- 2004: Sunabôzu (Zeichentrickserie, Episode 1x03)
- 2004: Tsukuyomi: Moon Phase (Zeichentrickserie, Episode 1x11)
- 2004: Samurai 7 (Zeichentrickserie, 20 Episoden)
- 2004: Ginga Tetsudō Monogatari (Zeichentrickserie, 5 Episoden)
- 2005: Basilisk: Kôga ninpô chô (Zeichentrickserie, 3 Episoden)
- 2005: Tsubasa – Reservoir Chronicle  (Zeichentrickserie, Episode 1x20)
- 2005: Shinobi
- 2005: Black Cat (Zeichentrickserie, 3 Episoden)
- 2005: One Piece Jidaigeki Special: Luffy Oyabun Torimonocho (Zeichentrickfilm)
- 2006: Origin – Spirits of the Past (Zeichentrickfilm)
- 2006: Mushishi (Zeichentrickserie, Episode 1x11)
- 2006: Mushishi
- 2006–2007: 009-1 (Zeichentrickserie, 13 Episoden)
- 2007: Murder Princess (Zeichentrickfilm)
- 2007: Wan pîsu: Anrimiteddo adobenchâ (Videospiel)
- 2007: El Cazador de la Bruja (Zeichentrickserie, Episode 1x06)
- 2007: Baccano! (Zeichentrickserie, Episode 1x02)
- 2007: D.Gray-man (Zeichentrickserie, 4 Episoden)
- 2007: Ôedo roketto (Zeichentrickserie, 9 Episoden)
- 2007: Shigurui (Zeichentrickserie, 7 Episoden)
- 2007–2008: Jûshin enbu (Zeichentrickserie, 6 Episoden)
- 2008: Gansuringâ gâru: Iru teatorîno (Zeichentrickserie, Episode 1x02)
- 2008: Nabari no Ō (Zeichentrickserie, 2 Episoden)
- 2008: Tetsuwan Bâdî Decode (Zeichentrickserie, 7 Episoden)
- 2009: Black Butler (Kuroshitsuji) (Zeichentrickserie, Episode 1x15)
- 2009: Summer Wars (Zeichentrickfilm)
- 2009: Seiken no Blacksmith (Seiken no Burakkusumisu) (Zeichentrickserie, 3 Episoden)
- 2009–2010: Fullmetal Alchemist: Brotherhood (Zeichentrickserie, 4 Episoden)
- 2009–2016: Fairy Tail (Zeichentrickserie, 4 Episoden, verschiedene Rollen)
- 2010: Higashi no Eden Gekijôban II: Paradise Lost (Zeichentrickfilm)
- 2010: Ginmaku Hetalia Axis Powers: Paint It, White! (Zeichentrickfilm)
- 2010: Densetsu no Yūsha no Densetsu (Zeichentrickserie, Episode 1x12)
- 2012: Sutoraiku uicchîzu: Gekijouban (Zeichentrickfilm)
- 2012: Lupin III.: The Woman Called Fujiko Mine (Zeichentrickserie, Episode 1x01)
- 2012: Fairy Tail Movie 1 Phoenix Priestess (Zeichentrickfilm)
- 2012: One Piece Z (Zeichentrickfilm)
- 2013: Haru (Zeichentrickfilm)
- 2013: Attack on Titan (Zeichentrickserie, Episode 1x22)
- 2014: Space Dandy (Zeichentrickserie, Episode 1x02)
- 2014: Barakamon (Zeichentrickserie, Episode 1x02)
- 2014: One Piece '3D2Y': Âsu no shi o koete! Rufi nakamatachi no chikai (Zeichentrickfilm)
- 2014: Terror in Tokio (Zeichentrickserie, Episode 1x10)
- 2015: Harmony (Zeichentrickfilm)
- 2016: Arslan Senki (Zeichentrickserie, Episode 2x08)